# Топилин, Всеволод Владимирович
 Всеволод Владимирович Топилин (1908, Янов, Люблинский уезд, Россия — 1970, Киев, СССР) — русский пианист, педагог.

## Биографические сведения
1924—1928 гг. — воспитанник Харьковской консерватории по классу фортепиано профессора П. К. Луценко
(1937 — .?..) — аспирант Московской консерватории, соученик С. Т. Рихтера по классу фортепиано, затем ассистент Г. Г. Нейгауза.
1929 год — начал активную концертную деятельность.
1930—1941 гг. — преимущественно аккомпаниатор Д. Ф. Ойстраха, а также часто выступал с М. Б. Полякиным, З. П. Лодий, французским виолончелистом М. Марешалем и др. Неоднократно выступал с оркестром под управлением Герберта фон Караяна, с которым его связывала многолетняя творческая дружба.
Лауреат международных конкурсов.
1941 год — участник московского ополчения, попал в плен под Вязьмой, был угнан в Германию. В Германии его спас Николай Тимофеев-Ресовский, устроив в свою генетическую лабораторию, где Топилин числился сотрудником до мая 1945 года.
1946 год — после добровольного возвращения в СССР был репрессирован, приговорён к расстрелу, который был заменён на 10 лет Колымских лагерей (Игарка, Озёрлаг), где работал фельдшером.
1954—1956 гг. — после освобождения из мест лишения свободы преподавал и концертировал в Красноярске.
1956—1962 гг. — преподавал в Харьковской консерватории и в Харьковской музыкальной школе
1962—1970 гг. — профессор, заведующий кафедрой специального фортепиано Киевской консерватории.
В 1967—1968 годах совмещал работу в Киеве и в Ростовском музыкально-педагогическом институте, позже преобразованном в консерваторию.